# Uba-Kamm
Der Uba-Kamm (russisch Убинский хребет) ist ein Gebirgszug im kasachischen Gebiet Ostkasachstan im westlichen Altaigebirges.
Der Uba-Kamm verläuft zwischen den Flussläufen von Uba im Norden und Ulba im Süden. Er gehört zum so genannten Erz-Altai. Der Uba-Kamm hat eine Länge von 120 km. Er erreicht in der Sinjucha eine maximale Höhe von 1962 m. Das Gebirge besteht aus kristallinen Schiefern, Kalksteinen und Graniten. Die tieferen Hanglagen im Westteil des Gebirgszugs sind von Steppenvegetation bedeckt. Im Ostteil kommt Tannen- und Fichtentaiga sowie Espen- und Birkenwald vor.